# Hypena brachyphylla
Hypena brachyphylla är en fjärilsart som beskrevs av Turner 1903. Hypena brachyphylla ingår i släktet Hypena och familjen nattflyn. Inga underarter finns listade i Catalogue of Life.